# NPO Machinostroïenia
Machinostroïenia (en russe : машиностроения), autrefois OKB-52 puis TsKBM, est une entreprise russe fondée en 1955 par Vladimir Tchelomeï et spécialisée dans le domaine des missiles et de l'astronautique. Elle est notamment connue pour avoir conçu les missiles balistiques intercontinentaux UR-100 et UR-100N ainsi que la station spatiale militaire Almaz. L'entreprise est installée à Reoutov, à une dizaine de kilomètres à l'est de Moscou.

## Historique
Dans les années qui suivent la Seconde Guerre mondiale, Vladimir Tchelomeï dirige au sein d'un bureau d'études rattaché à l'OKB-51 une équipe d'ingénieurs travaillant à la conception de missiles de croisière dérivés du V1 allemand. En 1953 il est victime d'un concurrent disposant d'appuis politiques haut placés et son équipe est dispersée. Mais en 1955 il obtient, grâce à ses relations avec l'étoile montante du parti Nikita Khrouchtchev, la direction d'un petit bureau d'études nouvellement créé à Reoutov qui prend l'appellation OKB-52. Il développe d'abord le missile de croisière P-5 (un concurrent du Regulus américain) qui peut être lancé depuis un sous-marin. Puis avec une équipe d'ingénieurs renforcée il se tourne vers la conception de missiles à propergol solide et développe des projets pour le programme spatial soviétique alors en plein essor. Son bureau d'études travaille notamment sur des concepts de fusée ailée destinée à mener des missions dans l'espace (Kosmoplan) , ou à transporter du fret ou des passagers en réalisant un vol suborbital (Raketoplan). Grâce notamment à ses relations avec Khrouchtchev dont le fils, Sergueï Khrouchtchev, occupe un poste important au sein de son entreprise, il obtient que plusieurs de ses projets soient approuvés et financés. À sa demande, l'OKB-23 est placé sous sa direction pour lui permettre de réaliser ses projets. Cet établissement comprend le bureau d'études Miassichtchev très réputé mais dont les dernières productions ont fortement déçu le premier secrétaire ainsi qu'une des plus grandes usines aéronautiques du pays. L'OKB-23 est immédiatement reconverti à l'industrie astronautique et commence à produire le missile balistique UR-200 (SS-10 Scrag), un développement du R-14, qui est abandonné en 1962 au profit du UR-100. À la même époque démarre le développement du lanceur lourd Proton (UR-500). Au cours des années qui suivent et jusqu'à la chute de Khrouchtchev en 1965, l'OKB-52 sous la direction de Tchelomeï dispute à l'OKB-1 de Serguei Korolev la direction des principaux projets de l'astronautique soviétique.
En 1966 l'OKB-52 est rebaptisé TsKBM. À la fin des années 1970, l'ancien établissement OKB-23 devient une entité indépendante ; sous l'appellation GKNPZ Khrounitchev cette entreprise est devenue la plus importante du secteur en Russie grâce à la commercialisation de ses lanceurs Proton. Tchelomeï décède en 1984 alors qu'il dirige toujours l'entreprise qu'il a fondé. L'année précédente l'entreprise avait pris son nom actuel.

## Productions
Dans le domaine spatial l'OKB-52 a développé des satellites comme les Polyot (prototypes des satellites antisatellites IS) qui sont les premiers à avoir eu la capacité de manœuvrer une fois en orbite. L'établissement a mis au point la station spatiale militaire Almaz qui sera à l'origine des stations spatiales Saliout, Mir puis Zvezda développées par son ancienne filiale. Pour assurer le ravitaillement des stations Almaz, Tchelomeï conçoit le vaisseau TKS, alternative au vaisseau Soyouz. Le TKS n'a jamais volé avec un équipage mais des versions dérivées ont été utilisées comme modules des stations spatiales Saliout 7 et Mir. Dans le domaine militaire, outre les missiles balistiques intercontinentaux UR-100 et UR-100N conçus au sein du groupe dans les années 1960 et 1970, l'entreprise est le principal fournisseur de missiles mer-mer à longue portée embarqués à bord des navires soviétiques puis russes : les P-70 Ametist, P-120 Malakhit, P-500 Bazalt, P-700 Granit et P-800 Oniks.

### Activité actuelle
L'activité en 2014 porte sur : 
- Les missiles mer-mer
- Les satellites de reconnaissance Kondor avec une charge utile optique ou radar et dont deux exemplaires avaient été lancés en 2014
- La commercialisation du lanceur Strela dérivé du missile UR-100N.

## Source
- (de) Cet article est partiellement ou en totalité issu de l’article de Wikipédia en allemand intitulé « NPO Maschinostrojenija » (voir la liste des auteurs).